# 天機：富春山居圖
《天機：富春山居圖》（英語：Switch）是孫健君编剧并执导的3D時尚動作片，为孫健君的导演处女作，美國影人鮑勃·布朗担任动作導演。劉德華、佟大為、張靜初和林志玲主演，斯琴高娃和石天琦等加盟出演。
由寰亞電影、中国电影集团、鳳凰衛視和派格太合等公司聯合投資，是鳳凰衛視投資的第一部電影。原定2012年11月2日上映，後改于2013年6月9日上映，香港和台灣分别于同年6月12日、6月21日上映。
影片以黃公望的名作《富春山居圖》於2011年6月在臺北國立故宮博物院合璧展出這一新聞事件為故事背景，虛構了一段類似007電影的奪寶故事：傳世名畫《富春山居圖》即將展出，卻遭國際黑市開出天價，英國大盜和日本黑幫聞風而動，江湖各路人馬各展其能，在生死邊緣進行對決。

## 故事梗概
中国元代名画《富春山居图》合璧展出，国际黑市开出天价，日本黑帮、英伦大盗闻风而动。身陷不白之冤的国际特工肖锦汉（刘德华饰）为证清白重出江湖，暗中执行“孙子兵法”计划；临危受命的中国人保高管林雨嫣（张静初饰），护宝遇一波三折，困于多方势力漩涡；神秘女郎丽莎（林志玲饰），百变魅惑，却失落真心；幕后冷血黑手小山本（佟大为饰），嗜血如命，终落败归尘。
肖锦汉为夺画上天入地钻沙漠，能否力克强敌，重现昔日特工风采？林雨嫣博弈于西子湖畔，能否与肖锦汉重归旧好？丽莎险些命丧迪拜，能否摆脱魔爪，迎来涅槃？这一场生死对决，这一段恩怨情仇，都随《富春山居图》的安然归国，迎来命定结局。

## 角色
| 演 員    | 角 色          | 粤配   | 人物簡介                                                       |
| -------- | -------------- | ------ | -------------------------------------------------------------- |
| 劉德華   | 蕭錦漢         | 原音   | 香港缉私署特工                                                 |
| 佟大為   | 山 本          |        | 幕后黑手，日本黑帮头领                                         |
| 張靜初   | 林雨嫣         |        | 保險公司女高管兼秘密特工，蕭錦漢之妻，有个儿子“小宝”           |
| 林志玲   | 丽 莎          |        | 山本手下的女间谍，因长相与山本母亲相似而成为其唯一迷恋的女人。 |
| 斯琴高娃 | 老佛爷         | 陳安瑩 | 神秘的文物走私首领                                             |
| 石天琦   | 黑衣魔女首领   |        | 冷艳杀手                                                       |
| 张光北   | 浙江省公安厅长 |        | 公安厅厅长                                                     |
| 關曉彤   | 蕭悅悅         |        |                                                                |

## 制作

### 发展
中影集團董事長韓三平在開機儀式上透露，拍攝本片的意念是源自鳳凰衛視總裁劉長樂的創意。据导演和刘德华表示，原本是韩三平邀请刘德华担任本片导演的，由于刘担心个人的执导能力以及要花费很长时间在上面（与个人工作计划有冲突）而没有接受，因此后来由孙健君任新人导演。而主演本片也圆了刘德华长久以来的特工梦，因为他一直想演部007这种题材的谍战动作片。

### 拍摄
影片投資总成本为1.6億元人民幣，是目前中國投資規模最大的時尚動作片。拍攝地包括杭州、富陽、台北、迪拜、北京等地。
2011年10月19日開機，10月27日下午在杭州西湖十景之一的平湖秋月舉行開機發布會。杭州的戲份約佔影片外景的50%，取景地有西湖、北山路上的新新飯店、西溪湿地、杭州国际会议中心、富陽的龍門古鎮、黃公望隱居地、富春桃源、江南中學等。
2012年1月10日，劇組轉往杜拜繼續拍攝，影片獲得杜拜旅遊局的大力支持，在該市的多個標誌性建築裡拍攝重場戲，其中包括第一次向外界劇組開放的七星級帆船酒店。拍攝內容有杜拜塔跳傘、汽車撞入亞特蘭蒂斯酒店大堂的巨型魚缸、沙灘追車等許多特技動作重場戲份。至2月1日該片完成迪拜拍攝。2月轉往北京繼續拍攝，2月20日於中國國家博物館正式殺青。

### 后期制作
全片有近3000个镜头，其中有1200个特技镜头由美国、加拿大及中国的公司制作完成。2012年7月26日，制作团队表示《阿凡达》的3D视觉效果总监恰克·科米斯奇（Chuck Comisky）正在为本片制作3D视觉效果。

### 歌曲
- 主题曲《天机》由五月天阿信与MP魔幻力量共同担任制作人并演唱，廷廷和阿信填詞、鼓鼓譜曲、嚴爵彈琴、MP魔幻力量與山地人編曲[1]。
- 片尾曲《天命》由三宝作曲、林夕作词、刘振宇和权振东演唱。[25]

## 發行
2012年7月，由于要制作3D效果，片方宣布将档期从之前确定的2012年国庆档改至同年11月2日。后来上映日期再度被推迟至2013年，影片延期的原因是广电总局认为该片有损中国公安形象，导致影片部分剧情需要重拍。
2013年6月2日，主创在北京举行了影片的首映发布会和全球首映礼，中国于6月9日暑期档上映。

## 評價
此片在中國大陸上映首日雖獲得近5000萬人民幣票房，但差評不斷，得到各界「敘事一塌糊塗、混亂不合邏輯、刷新爛片底線」等眾多觀眾與影評人之負評，上映首週各大知名電影網站亦平均只有2～3分（滿分10分）的真實評價。此片導演孫健君曾為諸多惡評於影片上映當日，在微博上表示請觀眾海涵。人民日報海外版更直指該片在玩「差評營銷」策略，通過大量的差評來獲得更多的人來關注以賺取更多的票房營收，但事实上经过看过的观众一致认定此片并无“差评营销”的操作，实乃名副其实的烂片，所谓的差评都来自于观众的内心。
6月10日，北方网影迷会邀请20名网友观看了本片的3D版，看完后网友平均打分为6.1分，大多推荐认为它是一部“值得一看”的娱乐商业片。具体好评有：包括3D特效在内的视觉效果和音响效果不错，比较震撼；场景与画面漂亮，让人赏心悦目，并表示中国特工题材的电影正处于初级阶段，本片能出现就是个进步。坏评有：编剧有问题不够连贯，让观众看的不是很明白，有些剧情经不起推敲；前面剪切镜头过多导致剧情零碎化；植入广告有些多；有些女角色的造型太过夸张。
6月15日，导演孙健君在接受凤凰娱乐独家专访时表示，为了全面分析影片的得失，他计划请一家第三方专业公司对广泛观众做一次科学的观影调查。
6月16日，劉德華於在上海浦東的IFC商場舉行《盲探》的發佈會，對記者詢問《富春山居圖》時，坦誠自己選片有問題，並希望不要影響到《盲探》。
2019年4月，张静初在接受香港有线电台访问时坦诚这部戏的确是拍得很差，主要的因素就是导演编剧经验不足所导致的结果。

## 票房
本片在中国大陆上映首日收获5160万元；次周收获2.1亿元，位列该周票房榜冠军；至7月7日，累计票房2.92亿元。之后又经过一个多月的包场，至8月11日票房号称将近2.99亿元，最终票房号称超过了3亿元人民币。
香港上映前五日收獲139萬元港币，上映12日票房为1,915,619港幣（約192萬元），最终累计超过200万元。
台北票房從6月21日至6月23日收獲29萬元新台币。
| 上一届： 《星际迷航：暗黑无界》 | 2013年中国内地一周票房冠军 第24周（6月10日—6月16日） | 下一届： 《超人：钢铁之躯》 |